# Аманкарагайський сільський округ
Аманкарага́йський сільський округ (каз. Аманқарағай ауылдық округі, рос. Аманкарагайский сельский округ) — адміністративна одиниця у складі Аулієкольського району Костанайської області Казахстану. Адміністративний центр — село Аманкарагай.
Населення — 6791 особа (2021; 7819 у 2009, 8817 у 1999, 9289 у 1989).
Станом на 1989 рік існувала Аманкарагайська селищна рада (смт Аманкарагай, селища Жилгородок, Лісний, Озерний, Тургайський Пролив). До 20 листопада 2009 року сільський округ мав статус селищної адміністрації. Села Жилгородок та Тургайський пролив були ліквідовані 2013 року.

## Склад
До складу округу входять такі населені пункти:
| Населений пункт            | Старі назви        | Населення, осіб (1989) | Населення, осіб (1999) | Населення, осіб (2009) | Населення, осіб (2021) |
| -------------------------- | ------------------ | ---------------------- | ---------------------- | ---------------------- | ---------------------- |
| Аманкарагай, село          | -                  | 8571                   | 8120                   | 7304                   | 6403                   |
| Жилгородок, село           | -                  | 114                    | 104                    | 35                     | -                      |
| Лісне, село                | Лісний             | 390                    | 430                    | 338                    | 307                    |
| --Тургайський пролив, село | Тургайський Пролив | 68                     | 29                     | 14                     | 2                      |
| Озерне, село               | Озерний            | 146                    | 134                    | 128                    | 79                     |